# 淩漢
淩漢，字斗南，原武（今河南省新鄉原陽）人。

## 生平
其早年中秀才，献《烏鵲論》。后任御史，巡视陕西时，上书陈述弊病，后得到朱元璋赞赏，并赐衣鈔。后有人请宴赠金，其答应喝酒但拒绝收金；朱元璋听闻后嘉奖，授右都御史。当时詹徽为左都御史，双方言论不合，经常争执，詹徽记狠。后淩漢升任刑部侍郎，改为吏部侍郎。遭到詹徽弹劾，降为左僉都御史。朱元璋怜悯其处境，命其还乡。淩漢因为詹徽在朝，认为有后顾之忧，不敢离去。几年后，詹徽因蓝玉案被诛，淩漢恢复为右僉都御史。之后辞职还乡。